# 寒菊銘醸
合資会社寒菊銘醸（かんきくめいじょう）は、千葉県山武市松尾町にある酒蔵。

## 概要
1883年に山武市で創業。社名は冬菊になぞらえて「小粒だが一徹で、末永く良い酒を造る」という想いから「寒菊｣と命名された。1997年には地ビールの製造・販売を開始。2005年からは焼酎の製造・販売も行っている。2015年には、World Beer Awardにて金賞、銀賞獲得。
蔵の敷地内には直売所があり、2019年よりこちらの直売所でしか買えない「蔵元限定酒」の販売も行っている。

## 主な商品
- 「総乃寒菊」 - 清酒[1]。千葉県産の米と樹齢200年と言われる柿の木の根元に沸く水から醸造される[4]
- 「夢の又夢」 - 2009年から2013年にモンドセレクション最高金賞受賞[5]。2016年酒類鑑評会清酒吟醸部門優等賞[6]。
- 「源作」 - 2013年インターナショナル・ワイン・チャレンジ金メダル[5]。
- 「九十九里オーシャンビール」 - 1997年から製造販売する地ビール[1]。
  - ペール・エール
  - バイツェン
  - ピルスナー
  - スタウト
  - コシヒカリライスエール - 山武市産コシヒカリを副原料に加えたビール[1]。インターナショナル・ビアカップ2014にてフリースタイル・ライトエール部門で銅賞を受賞[7]。
- 「房州花ビール」
  - ピルスナー
  - バイツェン